# Giovanni Mirabassi
Giovanni Mirabassi (Perugia, 4 maggio 1970) è un pianista e jazzista italiano.

## Biografia
Autodidatta, ha appreso ascoltando Bud Powell, Art Tatum e Oscar Peterson. È stato fortemente influenzato da Enrico Pieranunzi. A diciassette anni ha avuto alcune esperienze importanti in Italia (ha suonato con Chet Baker nel 1987, e con Steve Grossman nel 1988), e successivamente si è stabilito a Parigi nel 1992.
Nel 1996, ha debuttato il suo primo album con Pierre-Stéphane Michel al contrabbasso e Flavio Boltro alla tromba, e ha ottenuto il "Grand Prix" e il premio come miglior solista al Concours International de Jazz di Avignone, presieduto da Daniel Humair.
Nel 2001 Mirabassi ha pubblicato il suo primo album da solista, Avanti!, una raccolta di canzoni a tema rivoluzione, che aveva elaborato per anni. Questo disco è stato una tappa importante nella sua carriera (Django d'Or dei migliori giovani talenti e un Victoires du Jazz nel 2002). Mirabassi iniziò a viaggiare regolarmente, sia come parte di un trio sia da solo. È diventato molto popolare, soprattutto in Giappone.
Alla fine del 2005 ha pubblicato un CD, Prima o poi, come parte di un trio e di un quartetto, sotto l'etichetta Minio. Un anno dopo ha pubblicato un altro disco di "chanson" francese, Cantopiano, che ha riunito i suoi due universi musicali preferiti. Quei due CD, ancora acclamati da pubblico e media, restano ancorati in una posizione inconsueta nel mondo del jazz. Nell'arco di dieci anni, Giovanni Mirabassi ha prodotto una dozzina di CD e DVD (alcuni dei quali relativi a concerti pubblicati solo in Giappone) e dato concerti in tutto il mondo.
Nel 2008 il pianista ha pubblicato un nuovo CD come parte di un trio con pianoforte, Terra furiosa.

## Discografia

### Come leader o co-leader

#### Album in studio
- 1996 - En bonne et due forme (con Pierre Stéphane Michel e Flavio Boltro)
- 1997 - Cambaluc (con Gabriele Mirabassi)
- 1998 - Architetture (con Daniele Mencarelli e Louis Moutin)
- 2001 - Avanti!
- 2002 - Giovanni Mirabassi & Andrzej Jagodzinski trio
- 2003 - (((air))) (con Glenn Ferris e Flavio Boltro)
- 2004 - C Minor (con il Andrzej Jagodzinski trio)
- 2004 - Léo en toute liberté (con Nicolas Reggiani)
- 2005 - Prima o poi
- 2006 - Lucky Boys (con Tim Whitehead)
- 2006 - Cantopiano
- 2008 - Terra furiosa (con Gianluca Renzi e Leon Parker)
- 2009 - Spirabassi (con Stéphane Spira)
- 2011 - ¡Adelante!
- 2013 - Tribute to Bill (con Gianluca Renzi e Eliot Zigmund)
- 2015 - Naufragés, avec Cyril Mokaiesh (Un Plan simple)
- 2015 - No Way Out
- 2015 - ANIMESSI - Le château dans le ciel
- 2016 - Chansons Pour Demain (Hommage à Bernard Dimey), avec Claire Taïb (EPM Musique)
- 2017 - Live in Germany
- 2019 - Mitaka Calling
- 2019 - Intermezzo (con Sarah Lancman)
- 2020 - Improkofiev (con Stéphane Spira)
- 2021 - Pensieri Isolati
- 2022 - The Swan and the Storm (con Guillaume Perret)
- 2022 - Silver Lining (con Christos Rafalides)
- 2024 - Live & Kicking (con Rosario Giuliani)

#### Album dal vivo
- 2003 - DVD Live at Sunside! (con Gildas Boclé e Louis Moutin)
- 2005 - Live @ Mokkiri-Ya
- 2013 - Viva V.E.R.D.I. (con Gianluca Renzi e Lukmil Perez e la Bee String Orchestra condotta da Lorenzo Pagliei)

#### Colonne sonore
- 1999 - Schwestern di Mirjam Kubescha (cortometraggio)
- 2011 - Le Grand Numéro di Gérome Barry (cortometraggio)
- 2011 - Séraphin di Gérome Barry (cortometraggio)
- 2015 - Caprice di Emmanuel Mouret
- 2015 - Suicide Express di Gérome Barry (cortometraggio)
- 2015 - Aucun regret di Emmanuel Mouret (cortometraggio)
- 2022 - Swing Rendez-vous di Gérome Barry

### Come artista ospite
- 2001 - Agnès Bihl, La Terre est blonde
- 2005 - Agnès Bihl, Merci Maman Merci Papa
- 2006 - Adrienne Pauly, Adrienne Pauly
- 2006 - Patrick Artero, Brel
- 2008 - Mélanie Dahan, Le Princesse et les croque-notes
- 2011 - Mélanie Dahan, Latine
- 2011 - Marc Berthoumieux, In other words
- 2013 - Christophe Laborde, Wings of Waves
- 2015 - Christophe Laborde, Heart of Things
- 2016 - Sarah Lancman, Inspiring Love
- 2018 - Marc Berthoumieux, Le Bal des Mondes
- 2019 - Helena Noguerra, Nue
- 2020 - TOKU, (Toku In Paris)
- 2022 - Eva Slongo, Souffle
- 2022 - Marc Berthoumieux, Les Choses de la vie - Live

## Premi e riconoscimenti
- 1996 - Miglior artista solista al Tremplin jazz di Avignon[3]
- 2002 - Victoire du jazz[3]
- 2002 - Djangodor come nuovo talento[3]
- 2003 - Miglior disco dell'anno dall'Académie du jazz per (((air))), con Glenn Ferris e Flavio Boltro[4]